# Station Chaville - Vélizy
Chaville - Vélizy is een station aan lijn C van het RER-netwerk gelegen in de Franse gemeente Viroflay in het departement Yvelines.

## Vorige en volgende stations
| Richting                          | Vorig station        | Lijn  | Volgend station   | Richting                                                 |
| --------------------------------- | -------------------- | ----- | ----------------- | -------------------------------------------------------- |
| Versailles-Château-Rive-Gauche C5 | Viroflay-Rive-Gauche | RER C | Meudon-Val-Fleury | Juvisy C10 Versailles-Chantiers C8 (via Massy en Juvisy) |
| Saint-Quentin-en-Yvelines C7      | Viroflay-Rive-Gauche | RER C | Meudon-Val-Fleury | Saint-Martin-d'Étampes C6                                |